# Élections législatives de 2007 en Nord-Pas-de-Calais
Les élections législatives de 2007 en Nord-Pas-de-Calais portent sur l'élection de 24 députés dans le Nord et 14 dans le Pas-de-Calais.

## Élus
| Département   | Circonscription | Député sortant          | Parti    | Député élu ou réélu     | Parti    |
| ------------- | --------------- | ----------------------- | -------- | ----------------------- | -------- |
| Nord          | 1re             | Bernard Roman           | PS       | Bernard Roman           | PS       |
| Nord          | 2e              | Bernard Derosier        | PS       | Bernard Derosier        | PS       |
| Nord          | 3e              | Christian Decocq        | UMP      | Alain Cacheux           | PS       |
| Nord          | 4e              | Marc-Philippe Daubresse | UMP      | Marc-Philippe Daubresse | UMP      |
| Nord          | 5e              | Sébastien Huyghe        | UMP      | Sébastien Huyghe        | UMP      |
| Nord          | 6e              | Thierry Lazaro          | UMP      | Thierry Lazaro          | UMP      |
| Nord          | 7e              | Francis Vercamer        | UDF      | Francis Vercamer        | NC       |
| Nord          | 8e              | Gérard Vignoble         | UDF      | Dominique Baert         | PS       |
| Nord          | 9e              | Patrick Delnatte        | UMP      | Bernard Gérard          | UMP      |
| Nord          | 10e             | Christian Vanneste      | UMP      | Christian Vanneste      | UMP      |
| Nord          | 11e             | Yves Durand             | PS       | Yves Durand             | PS       |
| Nord          | 12e             | Jean Le Garrec          | PS       | Christian Hutin         | MRC      |
| Nord          | 13e             | Michel Delebarre        | PS       | Michel Delebarre        | PS       |
| Nord          | 14e             | Jean-Pierre Decool      | app. UMP | Jean-Pierre Decool      | app. UMP |
| Nord          | 15e             | Jean Delobel            | PS       | Françoise Hostalier     | UMP      |
| Nord          | 16e             | Georges Hage            | PCF      | Jean-Jacques Candelier  | PCF      |
| Nord          | 17e             | Marc Dolez              | PS       | Marc Dolez              | PS       |
| Nord          | 18e             | François-Xavier Villain | UMP      | François-Xavier Villain | UMP      |
| Nord          | 19e             | Patrick Roy             | PS       | Patrick Roy             | PS       |
| Nord          | 20e             | Alain Bocquet           | PCF      | Alain Bocquet           | PCF      |
| Nord          | 21e             | Jean-Louis Borloo       | UMP      | Jean-Louis Borloo       | UMP      |
| Nord          | 22e             | Christian Bataille      | PS       | Christian Bataille      | PS       |
| Nord          | 23e             | Jean-Claude Decagny     | UMP      | Christine Marin         | UMP      |
| Nord          | 24e             | Marcel Dehoux           | PS       | Jean-Luc Pérat          | PS       |
| Pas-de-Calais | 1re             | Jean-Pierre Defontaine  | PRG      | Jacqueline Maquet       | PS       |
| Pas-de-Calais | 2e              | Catherine Génisson      | PS       | Catherine Génisson      | PS       |
| Pas-de-Calais | 3e              | Jean-Claude Leroy       | PS       | Jean-Claude Leroy       | PS       |
| Pas-de-Calais | 4e              | Léonce Deprez           | UMP      | Daniel Fasquelle        | UMP      |
| Pas-de-Calais | 5e              | Guy Lengagne            | PS       | Frédéric Cuvillier      | PS       |
| Pas-de-Calais | 6e              | Jack Lang               | PS       | Jack Lang               | PS       |
| Pas-de-Calais | 7e              | Gilles Cocquempot       | PS       | Gilles Cocquempot       | PS       |
| Pas-de-Calais | 8e              | Michel Lefait           | PS       | Michel Lefait           | PS       |
| Pas-de-Calais | 9e              | André Flajolet          | UMP      | André Flajolet          | UMP      |
| Pas-de-Calais | 10e             | Serge Janquin           | PS       | Serge Janquin           | PS       |
| Pas-de-Calais | 11e             | Odette Duriez           | PS       | Odette Duriez           | PS       |
| Pas-de-Calais | 12e             | Jean-Pierre Kucheida    | PS       | Jean-Pierre Kucheida    | PS       |
| Pas-de-Calais | 13e             | Jean-Claude Bois        | PS       | Guy Delcourt            | PS       |
| Pas-de-Calais | 14e             | Albert Facon            | PS       | Albert Facon            | PS       |

## Nord

### 1recirconscriptiondu Nord
(Lille-Sud, partie de Lille-Sud-Est, Lille-Sud-Ouest)
Il avait été brièvement question en mai 2002 d'une candidature de Tokia Saïfi dans cette circonscription pour l'UMP, mais ce projet ne fut pas concrétisé. Cette fois-ci, c'est Khalida Sellali qui a été investie par le Conseil national de l'UMP dès novembre 2006 pour cette même circonscription. Bernard Roman (PS) avait remporté le second tour en 2002 avec près de 56 % des suffrages, mais 49 % des électeurs inscrits ne s'étaient pas déplacés.
- PS : Bernard Roman, député sortant, vice-président du conseil régional
- UMP : Khalida Sellali, déléguée régionale aux droits de la femme et à la diversité, vice-présidente des Mariannes de la diversité, pas de mandat en cours
- UDF-MoDem : Nicolas Lebas, 40 ans, maire de Faches-Thumesnil, vice-président de Lille Métropole Communauté urbaine
- FN : Philippe Bernard, conseiller municipal de Lille, conseiller régional
- PSLE : Daniel Jubert
- Les Verts : Frédéric Sarkis
- Candidat de rassemblement présenté par le PCF : Franck Jakubek, conseiller de quartier de Moulins
- LO : Nicole Baudrin, tête de liste aux municipales de 2001 à Lille, aux régionales de 2004 et aux européennes de 2004 (liste LO-LCR pour la circonscription Nord-Ouest)
- FEA : Nicole Boucly
- Le Trèfle - Les nouveaux écologistes : Chantal Potel
- LCR : Jan Pauwels

### 2ecirconscriptiondu Nord
(Lille-Est, Villeneuve-d'Ascq, Lezennes, Ronchin)
- PS : Bernard Derosier, député sortant.
- UMP : Caroline Vannier
- UDF-MoDem : Christian Carnois
- FN : Frédéric Gossart
- PSLE : Yann Elias
- PCF : Roger Maly
- Les Verts : Jean-Pierre Mispelon
- LO : Pascale Rougée
- MNR : Marie-Claire Deffrennes
- MEI : Corinne Bidan
- FEA : Éric Brebion
- PT : Jean-Michel Carpentier
- LCR : Lydie Thouvenot

### 3ecirconscriptiondu Nord
(Lille-Centre, Lille-Nord, Lille-Nord-Est)
- Les Verts : Philippe Tostain
- UDF-MoDem : Thierry Pauchet
- UMP : Christian Decocq
- Le Trèfle - Les nouveaux écologistes : Dominique Labis
- PS : Alain Cacheux
- LO : Véronique Marseguerra
- MNR : Rémi Castermans
- FEA : Murielle Jozefiak
- LCR : Christian Bernard
- Gauche Alternative : Franck Vandecasteele (soutenu par le PCF)
- FN : Éliane Coolzaet

### 4ecirconscriptiondu Nord
(Lille-Ouest, Quesnoy-sur-Deûle)
- UMP : Marc-Philippe Daubresse, député sortant
- UDF-MoDem : Olivier Henno
- LO : Gilles Boury
- PS : Martine Filleul
- Divers : Bernard Larguèze
- Les Verts : Vinciane Faber
- FN : Chantal Dubrulle
- MNR : Jean Delval
- FEA : Michel Guillaume
- MEI : Jean Netchenawoe
- PCF : Emilie Samoy
- CPNT : Marie-Pierre Wexsteen

### 5ecirconscriptiondu Nord
(Haubourdin, Seclin, Lesquin)
- UMP : Sébastien Huyghe
- UDF-MoDem : Dany Wattebled
- PCF : Bernard Debreu
- Les Verts : Pascale Leroy
- LO : Xavier Lapierre
- PS : Brigitte Parat
- Le Trèfle - Les nouveaux écologistes : Jacqueline Montagne, candidate en 2002 dans la 11e sous l'étiquette Parti pour la Défense des Animaux
- MPF : Jacques Bourrez
- FN : Thérèse Lesaffre
- FEA : Jean-Pierre Thellier
- LCR : Mathilde Horn
- MNR : Danièle Roussel
- CPNT : Béatrice Warlop

### 6ecirconscriptiondu Nord
(Cysoing, Orchies, Pont-à-Marcq, villes d'Anstaing, Baisieux, Chéreng, Forest-sur-Marque, Gruson, Sailly-lez-Lannoy, Tressin, Willems)
- PS : Dominique Bailly
- PCF : Nadine Savary
- UDF-MoDem : Alain Duchesne
- LO : Fatima Abdellaoui
- FN : Laurence Monteil
- MNR : Isabelle Van Engelandt
- Écologiste : Brigitte Colin
- MPF : Violaine Tailliez
- LCR : Sarah Sardou
- Les Verts : Maryse Faber-Rossi
- FEA : Adrien Hildebrandt
- Divers : Marc Delfosse
- UMP : Thierry Lazaro, député sortant.
- CPNT : Vincent Boitez

### 7ecirconscriptiondu Nord
(partie de Roubaix-Centre, Roubaix Est, partie de Lannoy)
- PS : Fanny Bullaert
- LO : Françoise Delbarre
- DVD : Max-André Pick
- FN : Sylvie Goddyn
- FEA : Isabelle Colas
- Les Verts : Slimane Tir
- Écologiste : Marie-Claude Vanhoutte
- MNR : Luc Van Engelandt
- Antilibéral : Patrick Mortal
- PSLE-UMP : Francis Vercamer, député sortant.
- MRC : Christian Maes

### 8ecirconscriptiondu Nord
sortant : Gérard Vignoble (UDF), ne se représente pas
- Dominique Baert PS
- Chantal Sarazin LO
- Fatma Menouer	Antilibéral (PCF)
- Patrick Baeyaert Alliance patriotique MNR MNR
- Jean-Claude Blootacker La France en Action
- Zahia Rahni Les Verts
- Claudine Lescouf Écologiste
- Salem Kacet UMP
- Rachid Rizoug	Gauche Alternative 2007
- Sylvie Langlois FN
- Louisa Mokhtari UDF-MoDem
- Amar Benbouali Zouareg DVG
- Youri Bergoug Divers

### 9ecirconscriptiondu Nord
(Marcq-en-Barœul, Tourcoing-Sud)
- Gérard Bernard UMP
- André Korb LO
- Martine Roussel communiste
- Anne Collot UDF-MoDem
- Maryse Brimont PS
- Frédéric Butez FN
- Jean-Luc Landru Debout la République
- Daniel Compère Les Verts
- Yann Phelippeau Contre l'immigration-islamisation-insécurité
- Thierry Becourt France en action
- Ingrid Bouffioux LCR
- Rainier Gaumy GE
- Laëtitia Nicolet MRC

### 10ecirconscriptiondu Nord
(cantons de Tourcoing-Nord et Tourcoing-Nord-Est)
Bien que non-réinvesti par l'UMP et désavoué par Nicolas Sarkozy à la suite de sa condamnation pour injures en raison de l'orientation sexuelle(annulée depuis), Christian Vanneste est candidat à sa propre succession aux élections législatives de juin 2007 sous l'étiquette UMP-CNI, grâce au soutien de l'UMP local en la personne de son secrétaire départemental, Thierry Lazaro et des différents élus locaux UMP.
La désignation de Najat Azmy, bien qu'acquise à l'unanimité de la convention nationale du PS de juin 2006 dans le quota réservé aux "candidats de la diversité" n'a été acceptée ni par la section PS de Tourcoing ni par la fédération du Nord. Celle-ci a tenté dès juillet 2006 de l'écarter au profit d'une candidate soutenue localement, Sylvie Boudry. Une dernière tentative de l'éliminer a été menée à travers un accord PS-Verts dans le Nord qui aurait réservé cette circonscription pour Bernard Despierre, secrétaire régional des Verts. Cet accord a toutefois été rejeté par les Verts, et sa candidature a été formellement confirmée par la direction nationale du PS le 13 mai 2007, avec pour suppléante Marie Deroo.
- Christian Vanneste - CNI, député sortant, conseiller municipal à Tourcoing
- Alain Lambre - Gauche populaire et antilibérale (PCF), maire-adjoint à Halluin
- Christian Baeckeroot - FN, conseiller régional, conseiller communautaire de Lille Métropole Communauté urbaine, conseiller municipal à Tourcoing
- David Legauffre - Alliance patriotique MNR
- Régis Debliqui - LO, délégué syndical Force ouvrière
- Bernard Despierre - Les Verts, conseiller municipal à Tourcoing, secrétaire régional des Verts
- Marie-Paule Heible UDF-MoDem, conseillère municipale à Halluin depuis 1982
- Laurence Hernoult - "écologiste", candidate en 2002 pour le Parti pour la défense des animaux
- Simina Cirjean - FEA
- Najat Azmy - PS, conseillère municipale déléguée à Roubaix
- Pascale Risbourg - MRC
- Yann Merlevede - LCR

### 11ecirconscriptiondu Nord
- Claude Martin LO
- Yves Durand PS
- Lise Daleux Les Verts
- Luc Pecharman FN
- Brigitte Brame UDF-MoDem
- Eric Bocquet PCF
- Bérengère Michel MPF (MPF)
- Priscilla Cherpin Écologiste
- Didier Briquet Alliance patriotique MNR
- Jean Vancomerbeke LCR
- Frédéric Baague FEA
- Sylvie Loeuil CPNT
- Philippe Waymal UMP

### 12ecirconscriptiondu Nord
(partie de Dunkerque-Ouest, Grande-Synthe, Gravelines)
- Gilles Willeman PCF
- Léon Panier notre parti…c'est vous !
- Maurice Hernoult Écologiste
- Martine Beuraert Les Verts
- Christian Hutin Mouvement républicain et citoyen
- Roger Cuvelier Alliance patriotique MNR
- Sylvain Madacsi LCR
- Patrick Lebrun CPNT
- Laure Bourel LO
- Hélène Sugers UDF-MoDem
- Yannick Le Floc'h FN
- Muriel Montero Majorité présidentielle
- Jacqueline Gabant UMP
- Jeanine Gall FEA

### 13ecirconscriptiondu Nord
- Jacques Volant LO
- Patrice Haezebrouck candidats du peuple et du non à l'Europe libérale soutenu par le PCF
- Claudine Debove Écologiste
- Paulo-Serge Lopes Les Verts
- Michel Delebarre PS
- Sandrine Lejeune - Le Pallac UDF-MoDem
- Janine Bourel Alliance patriotique MNR
- José Deswarte LCR
- Ursula Maltese FN
- Patrick Nowe CPNT
- Cindy Bignardi Gauche alternative 2007
- Franck Dhersin UMP
- Véronique de Miribel Majorité présidentielle (membre en "congé provisoire" de l'UMP[6], membre du conseil d'administration de Debout la République (DLR), courant souverainiste au sein de l'UMP[7])

### 14ecirconscription du Nord
- David Dupuich LO
- Agnès Secret 	Alliance patriotique MNR
- Victoire Lefort MPF
- Jean-Pierre Decool fédération des élus non inscrits du Nord (FENIN), député apparenté UMP sortant)
- Roger Lessieux FN
- Francis Bassemon PRG
- Severine Potvin-Belet UDF-MoDem
- Daniel Wexsteen CPNT
- Marie Bouzat 	LCR
- Laurence Hugues Les Verts
- Annie Barois PCF
- Jean-Luc Legarez Écologiste

### 15ecirconscription du Nord
- Béatrice Veit-Torrez PCF
- Françoise Polnecq PS
- Suzanne Secret Alliance patriotique MNR
- Sandrine Desrayaud LO
- Marie Duchet FN
- Ginette Verbrugghe Les Verts
- Sandrine Cypryszczak LCR
- Marc Normand sans
- Dominique Hallynck UDF-MoDem
- Françoise Hostalier UMP
- Christophe Leroy FEA
- Bruno Laline MPF
- Anne Abadie CPNT
- Jean-François Plouvier Écologiste

### 16ecirconscription du Nord
- Jean-Jacques Candelier candidat présenté par le PCF
- Angelo Errera-Muller UDF-MoDem
- Jean-Jacques Bracq sans étiquette
- Jeannine Marquaille PS
- Rolande Perlican communistes
- Florence L'Hostis LO
- Monique Delevallet FN
- Philippe Leroy PSLE
- Gérard Tonnel Alliance patriotique MNR
- Christian Veldman LCR
- Philippe Bernard L'écologie - Les Verts
- Jocelyne Lenglin CPNT
- Michelle Derain UMP majorité présidentielle
- Thérèse Desmaretz Écologiste

### 17ecirconscription du Nord
Arleux ; commune de Douai ; communes de : Sin-le-Noble, Waziers (issues du canton de Douai Nord), Courchelettes, Cuincy, Esquerchin, Flers-en-Escrebieux, Lambres-lez-Douai, Lauwin-Planque (issues du canton de Douai Ouest), Férin, Roucourt (issues du canton de Douai Sud)
- PS : Marc Dolez, député sortant.
- LO : Roger Marie
- PCF : Jacques Michon
- FN : Marie-Paule Darchicourt
- UMP : Françoise Prouvost
- Le Trèfle : Djhorra Yahia
- Contre l'immigration-islamisation-insécurité, L'INS (MNR): Martine Manson
- FEA : Richard Nowecki
- UDF-MoDem : Dominique Becar-Rogee
- LCR : Robert Pelletier
- CPNT : Hélène Nihous
- Communistes : Yves Gras
- Les Verts : Marie-Andrée Coquelle

### 18ecirconscription du Nord
- Colette Dessaint candidats de rassemblement présentés par le PCF
- Brigitte Douay PS
- Mélanie Disdier FN
- Hélène Janisset LO
- Guillaume Buil FEA
- Isabelle Nogier MPF
- Sylvain Tranoy UDF-MoDem
- Chantal Malpaux-Dupont Les Verts
- Denis Bittner CPNT
- Eve Glatkowski LCR
- Josiane Guidez Alliance patriotique MNR
- Daniel Grimonprez Écologiste
- François-Xavier Villain UMP

### 19ecirconscription du Nord
(cantons de Bouchain, Denain et Valenciennes-sud (sauf la ville de Valenciennes))
La candidature de Fatiha Benamara Rahaoui, officiellement investie par l'UMP dans la 19e circonscription a suscité une contre-candidature d'un UMP dissident, Jean-Claude Kikos, pour cause d'opposition à une candidate considérée comme imposée par l'état-major parisien,. Lors de l'inauguration du quartier général de campagne du candidat Kikos, Bernard Godin, responsable de la section UMP de Denain, a déclaré : « Jean-Claude Kikos n’est pas le candidat dissident de l’UMP aux prochaines législatives, il est le candidat légitime de la 19e circonscription. Sa candidature a été légitimée deux fois de suite par les militants… ». Par ailleurs, selon le correspondant de La Voix du Nord, « deux sénateurs présents, Jacques Legendre, président de la commission francophonie au Sénat et Jean-René Lecerf, président de la commission justice, ont indiqué qu’ils apportaient eux aussi tout leur soutien à leur ami et candidat ».
Au second tour en 2002, le candidat PS s'était retrouvé seul, l'unique autre candidat pouvant se maintenir étant celui du PCF. La dissidence de Kikos a abouti au même résultat en 2007, même si Mme Rahaoui a obtenu 14,21 % et M. Kikos 11,9 %. Leurs scores cumulés dépasse celui du candidat PCF (21,32 %) arrivé en deuxième position derrière celui du PS (32,82 %).
- Benoît Berthe : Les Verts, 30 ans, journaliste; suppléante: Thérèse Le Goff, 66 ans, adjointe à l’environnement à Bouchain[11]
- Patrick Leroy : PCF, maire de Denain, premier vice-président de la Communauté d'agglomération de la Porte du Hainaut; suppléant: Albert Despres, maire de Rœulx et vice-président du conseil général[12]
- Patrick Roy : PS, député sortant, 49 ans, conseiller général, ancien maire-adjoint de Denain; suppléante: Marie-Claude Marchand, adjointe au maire à Aulnoy[13]
- Bernard Decallonne : MPF; suppléante: Claudine Bockstal[14]
- Serge Thomès : FN, 53 ans, conducteur routier, ancien (1995-2001) conseiller municipal à Denain; suppléant: Michel Boulanger, 45 ans, agent à l’hôpital de Cambrai[15]
- Fatiha Rahaoui-Benamara : UMP-Parti radical[16], directrice de la communication de la Croix-Rouge à Valenciennes[17]
- Claire Wacrenier : MNR
- Battistina Toia : Le Trèfle - Les nouveaux écologistes, 56 ans
- Jean-Claude Kikos : DVD - majorité présidentielle (UMP dissident), maire (suspendu de l'UMP) de Prouvy
- Jacky Boucot : LO, ouvrier maçon; suppléant: Bertrand Fleury, professeur en collège[18]
- Raymond Adams : LCR, 37 ans, enseignant; suppléant: Nacer Rouiti, 25 ans, étudiant[19]
- Pierre Fabre : communistes
- Grégoire Bouthillier : FEA; suppléante: Michèle Descmaps
- Daniel Dubois : CPNT
- Nordine Bahri : Parti Rachid Nekkaz
- Antonio Notarianni : UDF-MoDem; suppléante : Annie Hache

### 20ecirconscription du Nord
- Eric Castelain divers droite - majorité présidentielle
- Alain Bocquet candidats de rassemblement avec le soutien du PCF et de maires et élus de divers sensibilités
- Michelle Beal FN
- Jacques Caudron LO
- Jean-Claude Brunebarbe Les Verts
- Annette Dubois MPF
- Marie-Genevieve Degrandsart PS
- Marie Dhalluin Alliance patriotique - MNR
- Helyette Roest LCR
- Marie-Thérèse Garcia UMP
- Monique Huon CPNT
- Françoise Macotto UDF-MoDem
- Stéphanie Bisman FEA

### 21ecirconscription du Nord
- Eric Pecqueur LO
- Fabien Thieme candidats d'union et de rassemblement présentés par le PCF
- Dominique Slabolepszy FN
- Béatrice Jobbe-Duval MPF
- Jean-Louis Borloo Parti radical - UMP
- Laurence Gilbert CPNT
- Anne Wattel LCR
- Jean-Luc Chagnon PS
- Katia Bittner Les Verts
- Noël Dujardin Alliance patriotique MNR
- Luc Lebrun Mouvement écologiste indépendant
- Pierre Liso FEA
- Vincent Roussel Divers

### 22ecirconscription du Nord
- Christian Bataille PS
- Marie-Sophie Lesne UMP, majorité présidentielle
- Bernard Baudoux candidats de rassemblement et de progrès présentés par le PCF
- Marie-Claude Rondeaux LO
- Mostafa Ghezal Les Verts
- Jacques Disdier FN
- Bruno Semaille CPNT
- Serge Pralat LCR
- Brigitte Delnatte Alliance patriotique MNR
- Xavier Dillies MPF
- Cécile Mercier UDF-MoDem

### 23ecirconscription du Nord
(Bavay, Maubeuge)
- Rémi Pauvros PS
- Martine Dupont LO
- Annick Mattighello candidats de rassemblement de la gauche antilibérale soutenus par le PCF
- Jean-Pierre Rombeaut Debout la République
- Carl Lang FN
- Jean-Marie Allain UDF-MoDem
- Alain Demarthe Écologiste
- Nasser Achour Les Verts
- Aurore Dumetz LCR
- Anne Bittner CPNT
- Michel Sauveplane FEA
- Christine Marin UMP

### 24ecirconscription du Nord
- Alain Berteaux candidats de rassemblement présentés par le PCF
- Jean-Charles Cournut LO
- Jean-Luc Perat PS
- Alain Poyart UMP
- Jean-Luc Duhautois FN
- Nicole Baeyaert Alliance patriotique MNR
- Jean-Pierre Machart LCR
- Marie-Odile Van Den Bossche UDF-MoDem
- Danielle Fortunado-Calmels MPF
- Ghislaine Baudin Soutenue par le parti des travailleurs
- Gérard Amat CPNT
- Thierry Denys Les Verts
- Guy Dutron GA

## Pas-de-Calais

### 1recirconscription du Pas-de-Calais
sortant : Jean-Pierre Defontaine (PS)
Résultats :
| Nom du candidat                                 | Parti                               | Résultats 1er tour | Résultats 1er tour | Résultats 2e tour | Résultats 2e tour |
| Nom du candidat                                 | Parti                               | Voix               | %                  | Voix              | %                 |
| ----------------------------------------------- | ----------------------------------- | ------------------ | ------------------ | ----------------- | ----------------- |
| Jacqueline Maquet                               | Parti socialiste                    | 16 257             | 32,36 %            | 26 398            | 52,09 %           |
| Philippe Rapeneau                               | Union pour un mouvement populaire   | 18 908             | 37,64 %            | 24 282            | 47,91 %           |
| Gerard Pravi                                    | Divers droite                       | 3 886              | 7,74 %             |                   |                   |
| Joseph Gabriele                                 | Front national                      | 2 866              | 5,71 %             |                   |                   |
| Isabelle Carre                                  | Chasse, pêche, nature et traditions | 1 631              | 3,25 %             |                   |                   |
| Sigrid Dumoncay                                 | Ligue communiste révolutionnaire    | 1 357              | 2,80 %             |                   |                   |
| Jean-Jacques Guillemant                         | Parti communiste français           | 1 406              | 2,79 %             |                   |                   |
| Laura Sanchez                                   | Les Verts                           | 1 402              | 2,73 %             |                   |                   |
| Isabelle Brunet                                 | Lutte ouvrière                      | 768                | 1,53 %             |                   |                   |
| Eric Venel                                      | Mouvement écologiste indépendant    | 557                | 1,11 %             |                   |                   |
| Etienne Parent                                  | Divers                              | 484                | 0,96 %             |                   |                   |
| Danièle Loriau                                  | Mouvement national républicain      | 416                | 0,83 %             |                   |                   |
| Mauricette Rainouard                            | Divers                              | 283                | 0,56 %             |                   |                   |
| Sur fond bleu les qualifiés pour le second tour |                                     |                    |                    |                   |                   |

### 2ecirconscription du Pas-de-Calais
- Jean-Michel Becquet CPNT
- Thierry Matezak Les Verts
- Catherine Genisson PS (sortante)
- Jean-Pierre Delezenne PCF
- FN FN
- Marine Molins LO
- Denise Bocquillet UDF-Mouvement démocrate
- Michel Ziolkowski UMP
- Dominique Guffroy Parti des travailleurs
- Juliette Perrot LCR

### 3ecirconscription du Pas-de-Calais
- Raymond Merlin Lutte ouvrière
- Jean-Claude Leroy PS (sortant)
- Nathalie Flautre 	Les Verts
- Jean-Pierre d'Hollander MNR
- Catherine Lemoine PCF
- Hélène Magnier UMP
- Marion Auffray FN
- Françoise Bonnard MPF
- Corinne Desutter CPNT
- Magalie Debisschop LCR
- Francis Hennebelle UDF MoDém

### 4ecirconscription du Pas-de-Calais
(Montreuil)
- Patrick Macquet - LO
- Daniel Fasquelle - UMP (sortant : Léonce Deprez)
- Pascal Thebaux - PCF
- Bernadette Lacroix - MNR
- Laurence Vasseur - LCR
- Marinette Bache - MRC
- Stéphanie Bocquet - Les Verts
- Véronique Loir - DVD DLR
- Vincent Lena - PS
- Françoise Coolzaet - FN
- Fabrice Gosselin - CPNT
- Adam Kapella - UDF-MoDem

### 5ecirconscription du Pas-de-Calais
- Frédéric Cuvillier PS (sortant : Guy Lengagne)
- Monique Sgard FN
- Brigitte Passebosc PCF
- Max Papyle 	Les Verts
- Miguel Torres MEI
- Jean-Pierre Pont Divers droite
- François Lecaplain LO
- Philippe Herenguel LCR
- Annick Valla UMP
- Christine Charnet CPNT
- Laurent Feutry UDF-Mouvement démocrate

### 6ecirconscription du Pas-de-Calais
- Jean-JacquesVernalde FN
- Frédéric Wacheux UMP
- Rémi 	Harle CPNT
- Françoise Millot LO
- Vincent Becu Les Verts
- Gisèle Cocquerelle PCF
- Olivier Dumont MEI
- Christian Ternisien LCR
- Christian Beauboin MPF
- Agnès Barbier Divers
- Jack Lang PS (sortant)
- Marie-Claude Ziegler SNI
- Hervé de Mil MNR
- Hervé Morcrette UDF-Mouvement démocrate

### 7ecirconscription du Pas-de-Calais
- Dominique Wailly 	 Lutte ouvrière
- Marcel Levaillant PCF
- Natacha Bouchart UMP
- Gilles Cocquempot PS (sortant)
- Christophe Lemoine Divers
- Marc Milner 	Mouvement national républicain
- Laurent Roussel LCR
- François Dubout FN
- Bernard Carpentier Divers droite
- Jacques Goubelle Les Verts
- André Beun Parti des travailleurs
- Arnaud Leclair UDF-Mouvement démocrate
- Lionel Varrier-Bal CPNT

### 8ecirconscription du Pas-de-Calais
- Flore Lataste (Lutte ouvrière)
- Brigitte Persson (Les Verts)
- Brigitte Lagrange (Mouvement national républicain)
- Sabine Leurs (Chasse, pêche, nature et traditions)
- Marie-Pascale Bataille (UMP)
- Michel Lefait (PS) sortant
- Marie Duriez (FN)
- René Vandenkoornhuyse (PCF)
- Habiba Lahbairi (Ligue communiste révolutionnaire)

### 9ecirconscription du Pas-de-Calais
Cantons de Béthune-Est, Béthune-Nord, Béthune-Sud, Lillers, Norrent-Fontes 
- Didier Chappe (CPNT)
- Jean-Paul Wammard (LO)
- Evelyne Geronnez (FN)
- Véronique Pean (MNR)
- Michel Hecquet (MEI)
- Lucien Andries (PCF), maire de Lillers, conseiller général
- Michel Bertin (Divers gauche)
- Nathalie Audegond (MRC)
- Anne Ecuyer (Les Verts)
- André Flajolet (UMP, député sortant), maire de Saint-Venant, conseiller régional
- Philippe Mussat (LCR)
- Jacques Mellick (PS), maire de Béthune
- Marcel Trolle (UDF-MoDem)
- François Drouvrin (FEA)

### 10ecirconscription du Pas-de-Calais
(Bruay la Buissière)
- Serge Janquin PS (sortant)
- Chantal Bojanek FN
- Marie-Danièle Duquenne LO
- Henri Bailleul MEI
- Richard Jarrett Divers
- Daniel Dewalle PCF
- Valérie Molinari PSLE
- Daniel Mouton Debout la République
- Olivier Vasse LCR
- Henri Bascoulergue MNR
- Edith Baillet CPNT
- Isabelle Morel UMP
- Lisette Sudic Les Verts, conseillère municipale à Labuissière
- Annie Delannoy-Jumez UDF-MoDem

### 11ecirconscription du Pas-de-Calais
- Rosemonde Lefrancq CPNT
- Régis Scheenaerts LO
- Jean Clarisse PCF
- Eric Iorio FN
- Jean-Philippe BOONAERT UDF-MoDem
- Philippe MORIN PSLE
- Séverine Duval LCR
- Martine Lefebure-Thevenet DVD MPF
- Myriam Wonterghem Union pour la [Quoi ?]
- Odette DuriezPS (sortante)
- Murielle Richet ECO
- Jean-Louis Wattez Les Verts

### 12ecirconscription du Pas-de-Calais
- Nathalie Hubert Lutte ouvrière
- Cathy Apourceau-Poly PCF
- François Balavoine CPNT
- Marc Thorel MEI
- Jean-Pierre Kucheida PS (sortant)
- Louis Lecoeuvre FN
- Vincent Froger de Mauny PSLE
- Frédéric Fraccola LCR
- Jacques Lacaze PRCF
- Jeanine Duquesne UMP
- Ludovic Moronval Les Verts
- Anne Revel-Delpech UDF-MoDem

### 13ecirconscription du Pas-de-Calais
Cantons de : Harnes, Lens Est, Lens Nord-Est, Lens Nord-Ouest.
sortant : Jean-Claude Bois (PS)
Résultats :
| Nom du candidat                                 | Parti                               | Résultats 1er tour | Résultats 1er tour | Résultats 2e tour | Résultats 2e tour |
| Nom du candidat                                 | Parti                               | Voix               | %                  | Voix              | %                 |
| ----------------------------------------------- | ----------------------------------- | ------------------ | ------------------ | ----------------- | ----------------- |
| Guy Delcourt                                    | Parti socialiste                    | 13 690             | 34,93 %            | 21 736            | 59,21 %           |
| Béatrice Permuy                                 | Union pour un mouvement populaire   | 8 757              | 22,34 %            | 14 975            | 40,79 %           |
| Bruno Troni                                     | Parti communiste                    | 5 164              | 13,18 %            |                   |                   |
| Freddy Baudrin                                  | Front national                      | 4 558              | 11,63 %            |                   |                   |
| David Bourgeois                                 | UDF-MoDem                           | 2 225              | 5,68 %             |                   |                   |
| Naceira Vincent-Hajaissa                        | Les Verts                           | 1 357              | 3,46 %             |                   |                   |
| Ali Bouhamama                                   | Ligue communiste révolutionnaire    | 949                | 2,42 %             |                   |                   |
| Michel Darras                                   | Lutte ouvrière                      | 836                | 2,13 %             |                   |                   |
| Christian Lefrancq                              | Chasse, pêche, nature et traditions | 446                | 1,14 %             |                   |                   |
| Christian Poix                                  | Communistes                         | 442                | 1,13 %             |                   |                   |
| Christian Guffroy                               | Parti des travailleurs              | 331                | 0,84 %             |                   |                   |
| Atessa Mohseni-Leroy                            | Parti social libéral européen       | 240                | 0,61 %             |                   |                   |
| Eric Goursol                                    | La France en action                 | 200                | 0,51 %             |                   |                   |
| Sur fond bleu les qualifiés pour le second tour |                                     |                    |                    |                   |                   |

### 14ecirconscription du Pas-de-Calais
Résultats :
| Nom du candidat                                 | Parti                               | Résultats 1er tour | Résultats 1er tour | Résultats 2e tour | Résultats 2e tour |
| Nom du candidat                                 | Parti                               | Voix               | %                  | Voix              | %                 |
| ----------------------------------------------- | ----------------------------------- | ------------------ | ------------------ | ----------------- | ----------------- |
| Albert Facon (sortant)                          | Parti socialiste                    | 12 221             | 28,24 %            | 23 965            | 58,35 %           |
| Marine Le Pen                                   | Front national                      | 10 953             | 24,47 %            | 14 107            | 41,65 %           |
| Jean Urbaniak                                   | UDF-MoDem                           | 5 732              | 13,24 %            |                   |                   |
| Nesrédine Ramdani                               | Union pour un mouvement populaire   | 5 606              | 12,95 %            |                   |                   |
| Dominique Watrin                                | Parti communiste                    | 4 972              | 11,49 %            |                   |                   |
| Gaëtan Blanchart                                | Ligue communiste révolutionnaire    | 967                | 2,23 %             |                   |                   |
| Régine Calzia                                   | Les Verts                           | 791                | 1,83 %             |                   |                   |
| Philippe Martel                                 | Mouvement écologiste indépendant    | 550                | 1,27 %             |                   |                   |
| Dominique Guidon                                | Lutte ouvrière                      | 455                | 1,05 %             |                   |                   |
| Tony Franconville                               | Mouvement pour la France            | 437                | 1,01 %             |                   |                   |
| Martine Bourlet                                 | Chasse, pêche, nature et traditions | 310                | 0,72 %             |                   |                   |
| Philippe De Guyenro                             | Parti social libéral européen       | 229                | 0,53 %             |                   |                   |
| Marcel Part                                     | Mouvement national républicain      | 219                | 0,51 %             |                   |                   |
| Jean-Marie Monka                                | Divers droite                       | 199                | 0,46 %             |                   |                   |
| Sur fond bleu les qualifiés pour le second tour |                                     |                    |                    |                   |                   |

## Sources
1. ↑  J.-F. Gintzburger, "Tokia, Jean-Paul et Jean-Louis vont à Paris", La Voix du Nord, 11 mai 2002
2. ↑  Ministère de l'Intérieur, résultats officiels des élections législatives de 2002, Nord, 1re circonscription
3. ↑  http://www.ump-legislatives2007.org/files/ump-investitures2007.pdf La liste des candidats UMP investis
4. ↑  Anne Chemin et Geoffroy Deffrennes, Condamné pour homophobie, M. Vanneste candidat CNI-UMP aux législatives, Le Monde, édition du 18 mai 2007
5. ↑  Christian Vanneste, Pour la Majorité Présidentielle dans la 10e !, Blog de campagne du candidat, 25 mai 2007
6. ↑  À Dunkerque, Véronique de Miribel veut « donner un contre- pouvoir sur un littoral dominé par la gauche, La Voix du Nord, 19 mai 2007
7. ↑  France républicaine - Annuaire
8. ↑  Des militants UMP se déchirent au départ d’un meeting à Bercy, La Voix du Nord 3 mai 2007
9. ↑  Vincent Vantighem, Kikos mise sur sa cote contre les quotas, 20 minutes, éditions du 08/03/2007 - 23h53 - dernière mise à jour : 09/03/2007 - 00h17
10. ↑  Y.C., Valenciennes (19e circ.) : J.-Cl. Kikos (UMP) lance sa campagne, La Voix du Nord, 25 avril 2007
11. ↑  C.G., Dans le Denaisis, les Verts comptent sur Benoît Berthé et Thérèse Le Goff, La Voix du Nord, 30 mai 2007
12. ↑  Y.C., 19e circ.- Patrick Leroy et Albert Despres en campagne pour le PC, La Voix du Nord, 17 mai 2007 [lire en ligne]
13. ↑  Francis Thuilliez, Valenciennes : logiquement, le député sortant s’appuie sur son bilan, La Voix du Nord, 3 juin 2007 [lire en ligne]
14. ↑  aucune autre information sur ce candidat, même pas sur le site du MPF-Nord [lire en ligne]
15. ↑  C.G., 19e circ. : Serge Thomes de nouveau en campagne pour le FN, La Voix du Nord, 23 mai 2007 [lire en ligne]
16. ↑  site du Parti radical, Les candidats présentés et soutenus par le Parti Radical
17. ↑  Les personnalités de l'UMP issues de l'immigration saluent la candidature de Nicolas Sarkozy, 01/12/2006, [lire en ligne]
18. ↑  site de Lutte Ouvrière-Nord
19. ↑  site de la LCR

- Assemblée nationale, circonscriptions du département du Nord
- La Voix du Nord, Les candidats dans le Nord